# Leonardo DiCaprios filmografi
Filmografien til skuespilleren Leonardo DiCaprio.

## Filmografi
| År   | Titel                         | Rolle                                 | Bemærkninger |
| ---- | ----------------------------- | ------------------------------------- | --- |
| 1991 | Critters 3                    | Josh                                  | |
| 1992 | Poison Ivy                    | Guy                                   | |
| 1993 | This Boy's Life               | Tobias "Toby" Wolff                   | |
| 1993 | What's Eating Gilbert Grape   | Arnie Grape                           | Første Academy Award og Golden Globe nominering som 19-årig                                                                                   |
| 1995 | The Quick and The Dead        | Fee Herod "The Kid"                   | |
| 1995 | The Basketball Diaries        | Jim Carroll                           | |
| 1995 | Total Eclipse                 | Arthur Rimbaud                        | |
| 1996 | Romeo + Juliet                | Romeo Montague                        | |
| 1996 | Marvin's Room                 | Hank                                  | |
| 1997 | Titanic                       | Jack Dawson                           | Nomineret som "Best Actor" i 1998 Golden Globe; Denne film vandt 11 Academy Awards                                                            |
| 1998 | Manden med jernmasken         | King Louis XIV/Philippe               | |
| 1998 | Celebrity                     | Brandon Darrow                        | |
| 2000 | The Beach                     | Richard                               | |
| 2001 | Don's Plum                    | Derek                                 | |
| 2002 | Catch Me If You Can           | Frank William Abagnale Jr.            | Nomineret for "Best Actor" i 2003 Golden Globe                                                                                                |
| 2002 | Gangs of New York             | Amsterdam Vallon                      | |
| 2004 | The Aviator                   | Howard Hughes                         | Nomineret for Best Actor i 2005 Academy Awards; vandt en Golden Globe.                                                                        |
| 2006 | The Departed                  | William "Billy" Costigan Jr.          | Nomineret for "Best Actor" i 2007 Golden Globe                                                                                                |
| 2006 | Blood Diamond                 | Danny Archer                          | Nomineret for "Best Actor" i 2007 Academy Awards og Golden Globe                                                                              |
| 2007 | The 11th Hour                 | Fortæller/Producer                    | |
| 2008 | Body of Lies                  | Roger Ferris                          | |
| 2008 | Revolutionary Road            | Frank Wheeler                         | |
| 2010 | Shutter Island                | Edward "Teddy" Daniels/Andrew Laeddis | |
| 2010 | Inception                     | Dom Cobb                              | |
| 2010 | Hubble                        | Sig selv/Fortæller                    | |
| 2011 | J. Edgar                      | J. Edgar Hoover                       | |
| 2012 | Django Unchained              | Calvin Candie                         | |
| 2013 | Den store Gatsby              | Jay Gatsby                            | |
| 2013 | The Wolf of Wall Street       | Jordan Belfort                        | Nomineret for "Best Actor" i 2014 Academy Awards; vandt Golden Globe i "Best Performance by an Actor in a Motion Picture - Comedy or Musical" |
| 2016 | The Revenant                  | Hugh Glass                            | Vundet Oscar for "Best Actor" i 2016, Academy Awards                                                                                          |
| 2019 | Once Upon a time in Hollywood | Rick Dalton                           | Nomineret - Oscar for bedste mandlige hovedrolle, Nomineret - Golden Globe for bedste mandlige hovedrolle - komedie                           |